# Pácora (kommun)
Pácora är en kommun i Colombia.   Den ligger i departementet Caldas, i den centrala delen av landet, 190 km nordväst om huvudstaden Bogotá. Antalet invånare är 15 196. Arean är 266 kvadratkilometer.
Terrängen i Pácora är mycket bergig.